# Vojtech Stašík
Vojtech Stašík (ur. 10 lutego 1915 w Preszowie, zm. 2 listopada 1978 w Martinie) – słowacki artysta plastyk: malarz, rysownik, ilustrator książek, autor witraży, mozaik i wielkich malowideł ściennych, tworzący w duchu realizmu i estetyzmu.

## Życiorys
Jego ojcem był Július Stašík, matką Anna z domu Krifková. Od wczesnego dzieciństwa wychowywał się jako sierota. Studiował w Akademii Sztuk Pięknych w Pradze, zarabiając na życie rysowaniem i malowaniem portretów. W tym czasie powstawały również jego pierwsze martwe natury i krajobrazy.
Po raz pierwszy prezentował swoją twórczość na indywidualnej wystawie w Trenczańskich Cieplicach w 1938 r. Krótko przed wybuchem II wojny światowej wrócił do Preszowa. W 1941 r. przeniósł się do Martina, gdzie uzyskał zlecenie Macierzy Słowackiej (słow. Matica slovenská) na wykonanie obrazów, przedstawiających wybitnych słowackich działaczy narodowych. Obrazy olejne, przedstawiające Karola Kuzmányego i Štefana Moyzesa naturalnej wielkości wiszą do dziś w sali honorowej Słowackiej Biblioteki Narodowej. Pierwszy znaczący sukces artystyczny odniósł w 1942 r., kiedy jego obraz „Dziewczyna w bieli” (słow. Dievča v bielom) zdobył I nagrodę na wystawie „Artyści dla narodu” (słow. Umelci pre národ) podczas Targów Dunajskich w Bratysławie. Jednocześnie pracował jako rysownik w drukarni „Neografia” oraz jako ilustrator książek w wydawnictwach Živena, Matica slovenská, Svojeť, Tranoscius. Ilustrowaniem poezji, opowiadań i powieści zajmował się do końca życia.
W 1943 r. ożenił się z Oľgą Ratajovą, z którą miał trzy córki.
Głównym punktem zainteresowania artysty był portret. Obok wizerunków działaczy narodowych (np. Jozef Škultéty) czy literatów (Pavol Országh Hviezdoslav, Martin Kukučín) tworzył chętnie portrety znanych kobiet – również czołowych postaci słowackiej kultury i sztuki: Anna Halašová-Mudroňová, Mária Rázusová-Martáková, Anna Škultétyová, Božena Slančíková-Timrava, Ľudmila Reichlová-Kucháriková, Zora Jesenská, Hana Zelinová.
W 1943 r. wykonał dekorację malarską o tematyce husyckiej w koszarach w Martinie. Również w latach 40. wykonał kolejne cztery monumentalne kompozycje malarskie o tematyce historycznej: Krst Pribinov, Svätý Metod ustanovuje svätého Gorazda za nástupcu, Hurbanova reč k dobrovoľníkom i Za povstania. W następnych dekadach, w związku z dużym zapotrzebowaniem społecznym, kontynuował tego typu twórczość, sytuowaną głównie w dużych obiektach publicznych. Obok klasycznego malarstwa tworzył również sgraffita i mozaiki. Jego prace znalazły się w licznych domach kultury, teatrach, szkołach, dworcach kolejowych i zakładach pracy m.in. w Bańskiej Bystrzycy, Fiľakovie, Hnúšti, Martinie, Stráňavách, Svicie, Rużomberku, Zwoleniu i Żylinie. Połączenie sztuki z rzemiosłem artystycznym uwidoczniło się u Stašíka w monumentalnych witrażach, stanowiących znaczącą część jego dorobku artystycznego. Witraże te możemy do dziś oglądać na stacji kolejowej w Bańskiej Bystrzycy, Svicie i Żylinie, w siedzibie Sądu Powiatowego w Trebišovie czy w budynku gimnazjum V. P. Tótha w Martinie.
Jego dzieła znajdują się w wielu słowackich muzeach i galeriach, m.in. w Słowackiej Galerii Narodowej w Bratysławie, galeriach w Bańskiej Bystrzycy, Liptowskim Mikułaszu, Nitrze czy Preszowie oraz w Słowackim Muzeum Narodowym w Martinie i w Słowackiej Bibliotece Narodowej tamże, a także w wielu zbiorach prywatnych.